# Plano S
O Plano S ou Campanha de Sabotagem ou Campanha da Inglaterra (em inglês: S-Plan) foi uma campanha de atentados e sabotagens contra a infraestrutura civil, econômica e militar do Reino Unido de 1939 a 1940, conduzida por membros do Exército Republicano Irlandês (IRA). Foi concebido por Seamus O'Donovan em 1938 a pedido do então chefe de gabinete do IRA, Seán Russell. Pensa-se que Russell e Joseph McGarrity formularam a estratégia em 1936. Durante a campanha houve 300 explosões/atos de sabotagem, 10 mortes e 96 feridos.

## Linha do tempo
Fontes:

### 1939

#### Janeiro
- 16 de janeiro – Cinco bombas explodiram em Londres, enquanto três explodiram em Manchester. De acordo com o The Times (em 18 de janeiro), um visava a Hams Hall Power Station e duas das principais redes de abastecimento de água da estação. Um carregador foi morto em Manchester. Durante a campanha, Richard Goss foi o oficial de operações do IRA em Manchester.
- 17 de janeiro
  - Em Barton-upon-Irwell, foi feita uma tentativa de atentado um poste de eletricidade que se estendia pelo Manchester Ship Canal. O saco de dinamite e gelignite não explodiu devido a um temporizador defeituoso.
  - Em Great Barr, uma bomba explodiu em um poste de eletricidade, cortando o fornecimento por várias horas.
  - Em Coleshill, houve explosões na Hams Hall Power Station, a principal fonte de abastecimento de eletricidade de Birmingham.
  - Em Londres, uma bomba explodiu no Williams Deacons Bank; canos de gás foram danificados.
  - O governo britânico procurou melhorar a segurança da infraestrutura na Inglaterra. Todas as estações de energia, fábricas de gás, centrais telefônicas e a estação de transmissão de Droitwich foram colocadas sob proteção policial. As patrulhas policiais ao redor dos prédios do governo em Whitehall foram fortemente reforçadas e todos os navios da Irlanda que chegavam a Holyhead, Fishguard e Liverpool foram inspecionados de perto.
- 18 de janeiro
  - O Times relatou um total de nove explosões destinadas a "paralisar os serviços de eletricidade" desde 16 de janeiro.
  - 14 prisões foram feitas em conexão com os ataques; 7 em Manchester e 7 em Londres. Cada um dos homens foi acusado de acordo com a Seção 4 da Lei de Substâncias Explosivas de 1883.
  - Oito barris de 1 cwt de clorato de potássio, uma grande quantidade de carvão em pó e 40 bastões de gelignite foram descobertos.
- 19 de janeiro - Em Tralee, County Kerry, uma pequena bomba escondida em uma lata de tabaco explodiu no pátio do Hawneys Hotel. Francis Chamberlain, filho único do primeiro-ministro britânico, estava hospedado lá durante um feriado de caça. A polícia descobriu a bomba, mas ela explodiu antes que pudesse ser desativada.
- 20 de janeiro
  - Seán Russell mandou imprimir nos jornais de Dublin um aviso no qual se dissociava do ataque ao Hawneys Hotel no dia anterior. Afirmava que "o quartel-general do IRA não tinha conhecimento deste ataque, nem ordenaria ou aprovaria tal ação". Presume-se que esta ação não sancionada tenha sido realizada por uma unidade IRA local não envolvida no S-Plan.
  - Em Lancashire, um pacote não explodido de gelignite e um despertador parado foram encontrados presos a um poste de eletricidade.
  - As prisões foram feitas, com um homem de Londres acusado de posse de 2 toneladas de clorato de potássio e 1 tonelada de óxido de ferro entre 1º de outubro e 5 de novembro de 1938.
- 22 de janeiro – Em Vauxhall, uma prisão foi feita em conexão com a explosão de Southwark.
- 23 de janeiro – Em Manchester, duas mulheres foram presas por posse de explosivos. Os itens apreendidos incluíam um barril de clorato de potássio, duas bombas Mills, 49 bastões de gelignite e 10 detonadores elétricos. Sir Dawson Bates, então Ministro do Interior da Irlanda do Norte, revelou à imprensa britânica a existência de uma "lista de execução de funcionários da NI" (que havia sido apreendida em Belfast ).

#### Fevereiro
- 4 de fevereiro
  - Duas bombas explodiram no metrô de Londres – uma na estação Tottenham Court Road e outra na estação Leicester Square. Eram malas-bomba cronometradas armazenadas nos guarda-volumes durante a noite. Não houve mortes, embora duas pessoas tenham ficado gravemente feridas e graves danos tenham sido causados às instalações. Este ataque gerou muito pânico e alarme entre a população britânica.
  - Perguntas foram feitas no Parlamento britânico sobre o ultimato do IRA de 12 de janeiro ao governo britânico. O ultimato já havia sido divulgado nos jornais britânicos após o ataque de 17 de janeiro. O secretário do Interior britânico, Sir Samuel Hoare, informou à Câmara dos Comuns que a polícia já havia prendido 33 pessoas relacionadas aos ataques até aquele momento e que as autoridades de segurança estavam fazendo tudo ao seu alcance para encontrar os perpetradores.
  - Em Liverpool, foi feita uma tentativa malsucedida de explodir uma parede de Walton Gaol, mas a parede não foi penetrada.
  - Em Londres, os incêndios começaram com meia hora de intervalo em lojas de um dos subúrbios. A polícia britânica estabeleceu que, em cada caso, o incêndio foi devido a uma mistura química que se inflamou quando exposta ao ar.
  - Planos para explodir o Palácio de Buckingham foram relatados pelo The Times como tendo sido encontrados em Belfast. Como resultado, guardas noturnos e diurnos foram colocados nos terrenos do Royal Lodge e do Windsor Great Park. Todos os visitantes dos apartamentos de estado no Castelo de Windsor e na Capela de São Jorge também foram parados e revistados antes de terem permissão para entrar.
- 5 de fevereiro
  - Em Coventry, incêndios em quatro lojas de departamento começaram e foram atribuídos a dispositivos incendiários, suspeitando-se de balões-bomba. As lojas afetadas foram Marks & Spencer, Owen & Owen Ltd, o departamento de embalagem da Montague Burton Ltd e Woolworths.
  - Em Bristol, armas foram entregues à polícia após a descoberta de uma nota em um depósito de gasolina com os dizeres "CUIDADO. Esses tanques são os próximos a serem explodidos". Vigilâncias foram colocadas nas docas de Avonmouth e no aeroporto de Bristol.
  - Foram feitas prisões e apreendidas sete granadas de mão, gelignite, munições e o próprio documento S-Plan. Acredita-se que o S-Plan tenha sido encontrado com um voluntário do IRA detido.
  - Ameaças foram recebidas de que os seguintes edifícios seriam explodidos: a Delegacia de Polícia de Bow Street, em Londres, e os escritórios do South Wales Echo, em Cardiff. Um homem que afirma ser o "Chefe de Gabinete do IRA em Cardiff" exigiu a libertação dos voluntários detidos ali.
- 7 de fevereiro – Nas ruas de Derry, apoiadores do IRA queimaram milhares de panfletos emitidos pelo governo britânico pedindo "serviço nacional voluntário".
- 8 de fevereiro - Dois projetos de lei que dão ao Governo da Irlanda (o território anteriormente conhecido como Estado Livre Irlandês ) poderes extraordinários foram introduzidos no Dáil. A primeira delas, chamada Lei da Traição, impôs a pena de morte para pessoas culpadas de traição, conforme definido no Artigo XXXIX da Constituição Irlandesa. Esta penalidade deveria ser aplicada independentemente de o ato ter sido cometido dentro ou fora dos limites do Estado. Seu objetivo era restringir a atividade do IRA tanto no estado irlandês quanto no Reino Unido. A segunda medida, denominada Crimes contra a Lei do Estado, possibilitou que os cidadãos fossem internados sem julgamento e conferiu elaborados poderes de busca, prisão e detenção à polícia. Declarou sediciosa qualquer sugestão em um jornal ou revista de que o governo eleito da Irlanda não era o governo legítimo.

O IRA foi declarado uma organização ilegal de acordo com a Ordem da Constituição (Declaração de Associação Ilegal) aprovada em 18 de junho de 1936, mas o Governo do Estado Livre da Irlanda só usou esse poder em alguns voluntários do IRA. Éamon de Valera falou sobre o IRA e o S-Plan no Dáil por duas horas. Ele disse que o IRA não tinha o direito de assumir o título de "Governo Republicano Irlandês" e que o então Ministro da Justiça irlandês, PJ Ruttledge, planejava trazer "medidas enérgicas" perante a casa para combater o IRA.
- 9 de fevereiro
  - O Times continuou em seus esforços para acalmar a opinião pública britânica quando publicou:Os signatários do ridículo ultimato à Grã-Bretanha são homens sem importância. Ninguém neste país os teria levado a sério, não fossem os recentes ultrajes na Grã-Bretanha. Como força política no Éire, o IRA simplesmente não conta.
  - Em Londres, duas bombas explodiram na estação ferroviária de Kings Cross, e ameaças de bomba foram feitas ao Museu de História Nacional.
- 13 de fevereiro - Um dispositivo de balão incendiário incendiou o navio a vapor St. David.

#### Março
- 2 de março - Em Londres, uma bomba explodiu em um aqueduto do Grand Union Canal perto de Stonebridge Park. Em Wednesbury, Staffordshire, uma bomba explodiu em um aqueduto para o Birmingham Canal Navigations. Ambos os dispositivos danificaram apenas as paredes de concreto dos leitos dos canais. Especula-se que, se a dinamite tivesse sido colocada 18 polegadas abaixo, eles teriam causado inundações consideráveis nos campos adjacentes mais baixos.
- 3 de março – Em Willesden, um ferroviário, Henry George West, evitou um ataque a bomba em uma ponte ferroviária durante a noite.
- 23 de março: quatro bombas explodiram em Coventry.
- 29 de março – Em Londres, duas bombas explodiram na Ponte Hammersmith, causando danos consideráveis. Todo o tráfego de ônibus e veículos foi desviado e não foi retomado por um mês.
- 30 de março – Bombas explodiram em Birmingham, Liverpool e Coventry.
- 31 de março – Em Londres, sete bombas explodiram.

#### Abril
- 5 de abril – Em Liverpool, duas bombas explodiram em uma estação ferroviária e edifícios do conselho. Uma bomba explodiu em Coventry.
- 10 de abril - Em uma manifestação republicana (comemorando o Levante da Páscoa) no Cemitério Glasnevin em Dublin, foi lido um comunicado do conselho do Exército do IRA que anunciava que os "grupos de operação" do IRA na Grã-Bretanha realizavam suas tarefas de acordo com ordens sem causar vítimas, cuja evasão foi expressamente ordenada. O comunicado também afirmava que a ordem para evitar baixas poderia ser revogada se a Grã-Bretanha recorresse a medidas extremas.
- 12 de abril – Ameaça de explodir Catford Bridge, Lewisham.
- 13 de abril – Em Londres e Birmingham, 11 bombas explodiram. Estes tiveram a aparência de não ser mais do que explosões experimentais, já que todas ocorreram em banheiros públicos. De acordo com o anúncio de funcionários públicos na Grã-Bretanha, essas bombas continham novas misturas químicas compostas principalmente de carboneto.

#### Maio
- 4 de maio – Comparência no tribunal de homens e mulheres acusados de acordo com a Lei de Substâncias Explosivas de 1883 em um tribunal de Birmingham. Eles foram acusados de pertencer a uma equipe do IRA que trabalhava "no quartel-general em Midlands para a fabricação de bombas incendiárias e explosivas".
- 5 de maio
  - Em Liverpool, bombas de gás lacrimogêneo explodiram em dois cinemas, causando 15 feridos.
  - Em Coventry, quatro bombas explodiram.
  - Em Londres, duas bombas explodiram.
- 13 de maio - Em Londres, três explosões ocorreram em estações de metrô (trem).
- 16 de maio – Detenções e apreensão de 8 libras de clorato de potássio, dois fusíveis de pólvora, 12 bastões de 26 e meio de gelignite, dois bastões de saxonita, fusíveis, um revólver e munições, vinte e nove balões e mapas de ruas de Salford, Manchester e Liverpool. Uma bomba não detonada, encontrada abandonada em um ônibus, foi identificada com esse material no momento das prisões.
- 18 de maio – Dois homens condenados a 10 e 15 anos de prisão por posse de 10 pacotes de gelignite, um pacote de 5 libras de gelignite, 103 detonadores e 4 balões.
- 19 de maio
  - Oito bombas incendiárias cronometradas causaram incêndios em oito hotéis britânicos.
  - Oito prisões feitas em Birmingham em conexão com uma explosão em uma casa em Manchester.
- 29 de maio – Em Birmingham, quatro cargas de magnésio explodiram no Paramount Cinema.
- 30 de maio - soou o "General Call to Arms" do IRA, com centenas de membros do IRA correndo de casa em casa coletando máscaras de gás e queimando cerca de 1 000 em pilhas em 15 ruas.
- 30 de maio – Em Liverpool e Birmingham, bombas de magnésio e gás lacrimogêneo explodiram durante o show noturno nos cinemas. Vinte e cinco pessoas tiveram que ser levadas ao hospital, mas nenhum dano material foi causado.
- 31 de maio – Seanad Éireann (o Senado irlandês) aprovou a Lei de Ofensas contra o Estado, que entrou em vigor após ser assinada pelo presidente Douglas Hyde.
- 31 de maio – Em Londres, os cinemas foram atacados com bombas incendiárias, levando a polícia a revistar todos os cinemas londrinos.

#### Junho
- 7 de junho – Em Detroit, EUA, Seán Russell foi preso a pedido da Scotland Yard. Ele estava conduzindo uma turnê de palestras como parte do braço de propaganda do plano S.
- 9 de junho – Cartas-bomba explodiram em vinte caixas de correio. Um disparou em um escritório de triagem de Londres e outro em um caminhão do correio de Birmingham. Cada caixa postal em Londres foi revistada em busca de mais dispositivos IRA.
- 10 de junho – Em Londres, Birmingham e Manchester, bombas explodiram em trinta agências e caixas postais. Dezessete explosões ocorreram em duas horas.
- 24 de junho – Em Londres, várias bombas explodiram após ou antes de uma manifestação (sob proteção policial) em homenagem a Wolfe Tone. As faixas que os manifestantes carregavam exigiam a libertação de membros do IRA que haviam sido presos pela polícia britânica.
- 24 de junho - As filiais londrinas do Midland Bank, Westminster Bank e Lloyds Bank foram alvo de uma série de explosões massivas. A polícia de Londres realizou prisões em massa; interrogatórios da comunidade irlandesa na Grã-Bretanha com a maioria sendo libertada logo depois.

Sir Samuel Hoare apresentou o Projeto de Lei de Prevenção da Violência (Disposições Temporárias). O projeto de lei forneceu poderes abrangentes ao governo britânico para impedir a imigração de estrangeiros, para sua deportação e para estender aos irlandeses a exigência de registro na polícia britânica. Hoare referiu-se ao S-Plan do IRA ao apresentar o projeto de lei ao parlamento britânico. Ele também afirmou que um total de 127 ataques foram perpetrados desde janeiro de 1939, 57 em Londres e 70 nas províncias. Durante estes, uma pessoa foi morta e 55 ficaram gravemente ou menos gravemente feridas. 66 pessoas foram condenadas por "atividade terrorista". Ao todo, Hoare repetiu que a polícia britânica havia apreendido; 55 bastões de gelignita, 1 000 detonadores, 2 toneladas de clorato de potássio e óxido de ferro, 7 galões de ácido sulfúrico e 4 cwt de pó de alumínio.
Hoare explicou que até o momento os perpetradores desses ataques se limitaram a danificar propriedades britânicas, mas recentemente o governo foi notificado de que a campanha estava prestes a se intensificar sem levar em consideração a vida humana. Ele acrescentou que a campanha do IRA "estava sendo observada de perto e estimulada ativamente por organizações estrangeiras" (uma referência à inteligência alemã). Hoare continuou alegando que o IRA tinha chegado a um centímetro de explodir Hammersmith Bridge, Southwark Power Station, e um aqueduto no norte de Londres. Eles coletaram informações detalhadas sobre pontes importantes, linhas ferroviárias, depósitos de munição, fábricas de guerra e aeródromos e até se envolveram em um plano para explodir as Casas do Parlamento.

#### Julho
Em julho de 1939, o IRA começou a bombardear estações ferroviárias. As bombas foram deixadas em salas de espera e salas de bagagem durante a noite.
- 3 de julho – Sete bombas explodiram em estações ferroviárias de Midlands. Nottingham, Leicester, Warwick, Derby, Birmingham, Coventry e Stafford foram bombardeados. Ninguém ficou gravemente ferido. Em Leicester, uma bomba explodiu na cabine do cobrador da estação ferroviária na London Road. Danos extensos foram causados ao saguão da estação.
- 26 de julho – Em Londres, bombas explodiram na área de guarda-volumes de King's Cross e no vestiário das estações de Victoria. Em Victoria, cinco pessoas, atendentes de vestiário e carregadores, ficaram feridas e o relógio da estação foi quebrado; em King's Cross, um grande buraco foi aberto no chão do vestiário, um homem perdeu as duas pernas e mais tarde morreu e 17 pessoas ficaram gravemente feridas. Após esses ataques, o projeto de lei de Prevenção da Violência no parlamento britânico foi acelerado: o projeto recebeu sua segunda e terceira leituras na Câmara dos Lordes em 28 de julho; foi resolvido em cinco minutos em sua segunda leitura e a terceira foi dispensada.
- 27 de julho – Em ou perto de Liverpool houve três explosões. A primeira bomba, em Maghull, explodiu uma ponte suspensa entre Leeds e Liverpool Canal. Os destroços da ponte caíram no canal, fazendo com que todo o tráfego de barcaças fosse interrompido. A segunda bomba destruiu completamente a frente e grandes seções do interior de uma agência dos correios no centro de Liverpool. A terceira bomba explodiu em um parque. Nenhum ferimento foi relatado.

#### Agosto em diante
- 3 de agosto - o IRA anunciou que continuaria sua campanha contra a Grã-Bretanha por mais dois anos e meio. A partir de agosto, as deportações de irlandeses da Grã-Bretanha aumentaram sob a Lei de Prevenção da Violência de 1939 (Disposições Temporárias).
- 14 de agosto - Sean Russell emite um discurso desafiador contra a Grã-Bretanha: "O bombardeio de nosso exército continuará. Nenhuma concessão pode ser obtida da Inglaterra, exceto pelo uso de armas... Quanto a de Valera e o Parlamento irlandês, eles são conciliadores. Eles lidam com o inimigo. Mas nossa luta não é com eles. É com os britânicos. Os bombardeios certamente continuarão".
- 25 de agosto - 1939 bombardeio de Coventry - 5 mortos, 70 feridos. Uma bomba também explodiu no Lloyds Bank na Victoria Street, Liverpool e na Stanely Street.
- 26 de agosto – Em Blackpool, as bombas explodiram do lado de fora de uma prefeitura e em estabelecimentos comerciais próximos. Um artefato explosivo foi encontrado no pátio de uma delegacia de polícia, também em Blackpool. Uma explosão também ocorreu perto de um posto de primeiros socorros em Dovecot, Liverpool. À noite, Christopher Kenneally foi preso depois que uma bomba que carregava explodiu prematuramente.
- 28 de agosto – Duas caixas de correio explodiram em Liverpool, não houve vítimas ou feridos.
- 29 de agosto - Os fios de uma dúzia de quiosques telefônicos foram cortados, considerados atividade do IRA.
- 3 de setembro - A Lei dos Poderes de Emergência foi promulgada quando o Reino Unido declarou guerra à Alemanha.
- Outubro - Russell fez um discurso que foi interpretado como uma tentativa de reforçar a crença dos membros do IRA na eficácia do S-Plan: "A dificuldade da Inglaterra - a oportunidade da Irlanda" sempre foi a palavra de ordem do Gael. hora de os irlandeses pegarem em armas e desferirem um golpe pelo povo do Ulster.
- 18 de novembro – Houve quatro explosões em estabelecimentos comerciais em Londres. Duas outras bombas foram descobertas e neutralizadas.
- 24 de novembro – Duas cabines de polícia e dois quiosques telefônicos foram danificados por explosões.
- 28 de novembro – Houve duas explosões em Southampton.
- 11 de dezembro - O julgamento foi aberto em Birmingham de três homens e duas mulheres indiciados por assassinato como resultado do bombardeio de Coventry em 25 de agosto de 1939. Os acusados foram
  - O trabalhador de 29 anos Joseph Hewitt,
  - James McCormick, trabalhador de 29 anos (pseudônimo de Richards),
  - Mary Hewitt, de 22 anos,
  - Brigid O'Hara, de 49 anos, e
  - O escriturário Peter Barnes, de 32 anos.

Os Hewitt eram um casal e Bridgid O'Hara era a mãe da Sra. Hewitt. Todos se declararam inocentes da acusação de assassinar Elsie Ansell, de 21 anos, (a promotoria limitou a acusação a uma vítima). Três dias depois, o veredicto de culpado foi devolvido. James McCormick (Richards) e Peter Barnes foram condenados à morte. A sentença desencadeou uma série de ataques do IRA aos correios, caixas postais e trens de correio britânicos em Birmingham, Wolverhampton, Crewe e Londres.

### 1940
- 5 de fevereiro – Por toda a Irlanda houve manifestações e resoluções de protesto contra as execuções dos homens-bomba. De Valera apelou para uma prorrogação. O New York Times analisou a opinião pública irlandesa assim: A opinião aqui é que 2 homens inocentes serão enforcados ou que é a divisão da Irlanda pelos britânicos que forçou esses jovens irlandeses a perpetrar tais ultrajes. As relações anglo-irlandesas podem se deteriorar acentuadamente com o enforcamento desses homens.
- 6 de fevereiro - Houve três explosões em malas postais, duas em Euston Station, Londres, uma no GPO em Hill Street, Birmingham. Este ataque foi considerado pelo The Times como uma represália pela falha em indultar Barnes e McCormick (Richards).
- 7 de fevereiro - McCormick (Richards) (29) e Barnes (32) foram enforcados na prisão de Birmingham Muitos protestos se seguiram a isso. Simon Donnelly, ex-líder do IRA, fez um discurso em Dublin no qual proclamou, para júbilo da multidão: Sabemos muito bem que resultado queremos para esta guerra. Queremos que o inimigo, que manteve nosso povo em cativeiro por 700 anos e que continua nos insultando, seja impiedosamente derrotado. Até que a República da Irlanda seja estabelecida, a juventude irlandesa continuará a se sacrificar. Se o governo não acabar com a soberania estrangeira, outros devem ser encarregados da tarefa.
- 14 de fevereiro – Em Birmingham, cinco bombas explodiram.
- 23 de fevereiro
  - O Times informou que, desde que foi promulgada, a legislação de provisões temporárias levou à expulsão de 119 pessoas da Grã-Bretanha.
  - Duas explosões ocorreram no West End, em Londres. Os dispositivos foram colocados em lixeiras. Treze pessoas ficaram feridas.
- 6 de março: uma bomba foi detonada no Park Lane Bank e na King's Inn Road, em Londres.
- 17 de março: Houve uma explosão perto da Prefeitura de Paddington.
- 18 de março: bomba explode em um depósito de lixo em Londres. Nenhuns ferimentos.
- 5 de maio: o agente nazista Hermann Goertz é lançado de paraquedas na Irlanda e abrigado por Seamus O'Donovan.